# Боснійське королівство
Боснійське королівство (босн. і хорв. Bosansko Kraljevstvo; серб. Босанско краљевство) — історична держава, що існувала на, Балканському півострові з другої половини XIV століття і до другої половини XV століття, що охоплювало головним чином райони сьогоднішньої Боснії і Герцеговини (в деякі періоди — і частини суміжних держав). Його великий по всьому регіону соціально-економічний, політичний та культурний вплив мав велике значення у подальшому розвитку середньовічних балканських держав, і балканської історії в цілому.
Під час правління Твртка I (1377—1391) боснійське королівство було найпотужнішою державою Балканського півострова. Закінчило своє існування після завоювання турками 1463 року.

## Історія
До середини XIV століття Боснія досягла свого піку під правлінням Твртка I з дому Котроманичів, який був офіційно коронований 26 жовтня 1377. Таким чином, він став правителем щойно проголошеного Королівства Боснії, країни, яка була після Боснійської бановини. Протягом усього середньовіччя, Герцеговина складалася з окремих невеликих герцогств: Захумлє (Hum), навколо міста Благай і Травунія-Конавле з центром у місті Требинє. Ці краї інколи управлялися на пів незалежними князями, в основному під фактичним контролем сербських князів або в деяких випадках болгарського царя. Протягом декількох століть вони перебували під хорватськими і сербськими державами. Їхні території, включені в сучасні — Герцеговину і частини Чорногорії та південної Далмації. Назва Герцеговина була прийнята, коли Герцог (Герцег) з Герцогства Святого Сави Степан Вукчич Косача підтвердив свою незалежність у 1435/1448 роках. Релігії корінного слов'янського населення Боснії і Герцеговини були змішані: були католицькі і православні християни, але більшість корінного населення просто називали себе «Добре боснійці», або інакше кажучи, «добрі християни», і належали до вірних боснійської церкви. Більшість знань про цю церкву приходить ззовні і його точна природа є предметом численних наукових дискусій, особливо навколо її можливого дуалістичного вчення. Ця церква була звинувачена католицькою і православною владою єретицькою і пов'язана з богомилами або (патаренами).
Бани і королі Боснії були католиками під час їхнього панування, за винятком Стефана Остоя який показав деякий інтерес до Боснійської церкви в той час як він був на троні. Були, однак, кілька важливих дворян, які були християнами, такі як — Хрвоє Вукчич, сім'я Раденович-Павлович, Сандаля Хранич, Степан Вукчич Косача, і Павло Клешич. Було звичним для Святого Престолу просити боснійських правителів відмовитися від будь-якої підтримки Боснійської церкви або навіть виконання перетворень, в обмін на підтримку пап.

## Твртко I

Землі, приєднані за часів правління Твртка I (позначено блакитним кольором)

До середини XIV століття Боснія досягла свого піку за боснійського бана Твртка I, що прийшов до влади в 1353 році. 26 жовтня 1377 Твртко коронував себе як Стефан Твртко I.
До 1370 року Твртко I установив свою владу над усією підконтрольною бану територією Боснії. Відновивши Боснію у первісних кордонах, він здійснив кілька військових походів на Іллірійське узбережжя Адріатичного моря та до Західної Сербії.
26 жовтня 1377 року Твртко був коронований у монастирі Мілешева, узявши титул короля сербів, Боснії та узбережжя.
До 1390 року він заволодів Хорватією та островами в Адріатичному морі, що дозволило йому взяти титул короля Далмації та Хорватії. З Рагузькою республікою Твртко уклав взаємовигідний союз, надаючи військовий захист.
За часів правління Твртка I Боснія вперше та востаннє у своїй історії увійшла до складу політичних гегемонів на Балканському півострові, поступаючись за впливом тільки Угорщині та Османській імперії, яка витіснила Візантію. Перетворивши Боснію на найсильнішу південнослов'янську державу, Твртко був змушений неодноразово відбивати турецький натиск. Вдершись до Сербії, турки-османи 1388 року розграбували Герцеговину (Хум), яка перебувала під владою Боснії. До складу союзної армії балканських держав під командуванням сербського князя Лазаря, вщент розбитої 28 червня 1389 року у битві на Косовому полі військами турецького султана Мурада I, входив крупний допоміжний загін, відряджений Твртком для боротьби із завойовниками.

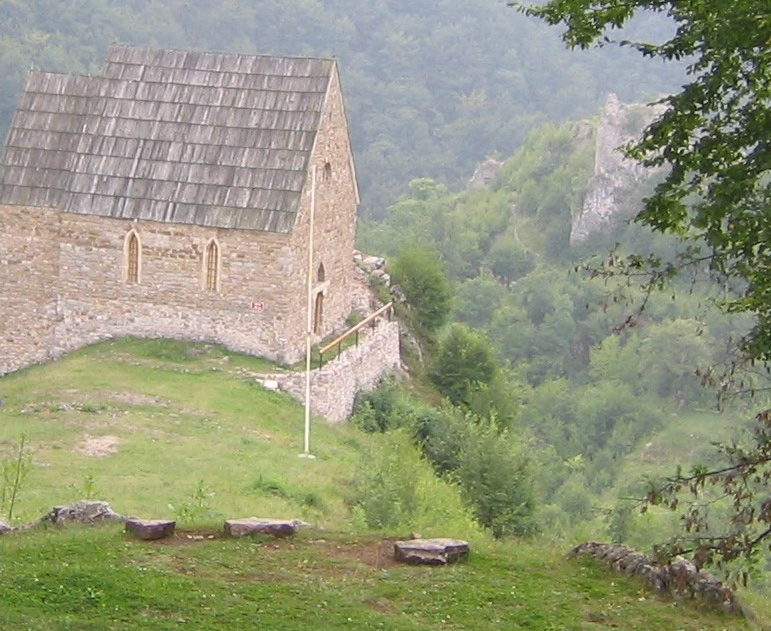
Королівська твердиня в Боснії Бобоваць

Смерть Твртка I стала важким ударом для Боснії. Після раптової смерті його найближчих спадкоємців (брата і вдови) сини Твртка I Стефан Остоя і Твртко II розв'язали братовбивчу війну, яка позбавила Боснію успіхів балканської політики боснійського бана, що зрештою зробило країну легкою здобиччю Османської імперії.